# Sepsis nigritarsis
Sepsis nigritarsis är en tvåvingeart som beskrevs av Ozerov 2000. Sepsis nigritarsis ingår i släktet Sepsis och familjen svängflugor.
Artens utbredningsområde är Namibia. Inga underarter finns listade i Catalogue of Life.